# بمب‌گذاری ۲۰۰۳ توشینو
بمب‌گذاری ۲۰۰۳ توشینو (روسی: Крылья) یک حمله تروریستی بود که در ۵ ژوئیه ۲۰۰۳ در فرودگاه توشینو در مسکو، روسیه رخ داد و باعث، کشتن ۱۵ نفر و زخمی شدن ۶۰ نفر شد. بنا به گفته مقامات رسمی دو زن مسلمان انتحاری اهل چچن اقدام به انفجار خود در یک فستیوال موسیقی راک به نام کریلیا یا «بال» در فرودگاه توشینو در شمال غربی مسکو کردند. بمب‌گذار اول، زلیخای علیخاژایف ۲۰ ساله، ابتدا با بمب خود را منفجر کرد اما آن طور که انتظار می‌رفت عمل نکرد و تنها خود را کشت. ۱۵ دقیقه بعد تنها چند متر دورتر از جایی که علیخاژایف منفجر شده بود، زینایدا علیف ۲۶ ساله کمربند انفجاری خود را منفجر کرد و ۱۱ تن را درجا کشت و چهار تن از آن‌ها بعداً در بیمارستان جان باختند. بمب‌گذاری توشینو بخشی از یک سری حملات انتحاری در روسیه بود که در عرض چهار ماه گذشته اتفاق‌افتاده و ۱۶۵ نفر را در کل کشور چچن کشته بود.